# نبرد قهرمانان (۲۰۲۰)
نبرد قهرمانان (به انگلیسی: Clash of Champions) یک رویداد غیر رایگان (Pay-Per-View) در کشتی حرفه‌ای می‌باشد که توسط کمپانی دبلیودبلیوئی تهیه می‌شود که این دوره‌اش هم در ۲۷ سپتامبر ۲۰۲۰ در مجموعه ورزشی اموی سنتر اورلندو برگزار شد. این رویداد چهارمین نبرد قهرمانان برگزار شده‌است.

## زمینه‌سازی
نبرد قهرمانان شامل مسابقاتی بین دشمن‌های موجود در دبلیو دبلیو ای است. این دشمنی‌ها با توجه ماجراهای پیش آمده در برنامه‌های راو و اسمک داون بوجود می‌آید. با توجه به اتفاقاتی که بین کشتی‌گیر رخ می‌دهد، تنش‌ها به حداکثر می‌رسد و در این اثنا کشتی‌گیرها نقش منفی یا مثبت می‌گیرند و سرانجام در این رویداد به رقابت می‌پردازند.

## نتایج
| #                                                                                                 | نتایج | نوع مسابقه                                                    | مدت زمان |
| ------------------------------------------------------------------------------------------------- | --- | ------------------------------------------------------------- | -------- |
| ۱پ                                                                                                | سزارو و شینسوکه ناکومورا (c) پیروز در مقابل لوچا هوس پارتی (کالیستو و لینس دورادو) (به همراه گران متالیک) | مسابقه تگ تیم برای قهرمانی تگ تیم اسمکدان                     | ۱۰:۴۵    |
| ۲                                                                                                 | سمی زین پیروز در مقابل جف هاردی (c) و ای جی استایلز                                                       | مسابقه سه نفره نردبان برای قهرمانی بین قاره ای دبلیو دبلیو ای | ۲۶:۳۵    |
| ۳                                                                                                 | آسکا (c) پیروز در مقابل زلینا وگا                                                                         | مسابقه یک به یک برای قهرمانی زنان دبلیو دبلیو ای راو          | ۷:۰۵     |
| ۴                                                                                                 | بابی لشلی (c) پیروز در مقابل (به همراه ام وی پی و شلتون بنجامین) آپولو کروز (به همراه ریکوشی)             | مسابقه تک به تک برای قهرمانی ایالات متحده دبلیو دبلیو ای      | ۸:۱۵     |
| ۵                                                                                                 | استریت پروفیتس (آنجلو داوکینز و مونتز فورد) (c) پیروز در مقابل آندراد و آنجل گارزا                        | مسابقه تگ تیم برای قهرمانی تگ تیم دبلیو دبلیو ای راو          | ۸:۱۵     |
| ۶                                                                                                 | آسکا (c) پیروز در مقابل بیلی با صلب صلاحیت                                                                | مسابقه تک به تک برای قهرمانی زنان دبلیو دبلیو ای اسمکدان      | ۳:۴۵     |
| ۷                                                                                                 | درو مکینتایر (c) پیروز در مقابل رندی اورتون                                                               | مسابقه آمبولانس برای قهرمانی دبلیو دبلیو ای                   | ۲۱:۳۵    |
| ۸                                                                                                 | رومن رینز (c) (به همراه پول هیمن) پیروز در مقابل جی اوسو با ضربه فنی                                      | مسابقه تک به تک برای قهرمانی یونیورسال دبلیو دبلیو ای         | ۲۲:۵۵    |
| - (c) – نشان‌دهنده قهرمان(هایی) است که به میدان می‌روند - پ – نشان‌دهنده این است که مسابقه در پری–شو | |                                                               |          |